# Sextus Roscius
 (octobre 2020).
Sextus Roscius (mort en 81 av. J.-C.) était un riche propriétaire foncier romain.
Le peu d'informations connues sur Sextus Roscius provient de Cicéron, l'avocat de son fils : « Sextus Roscius, le père de mon client, était citoyen du municipe d'Ameria. Par sa naissance, son rang, ses moyens financiers il était facilement, non seulement dans sa ville mais même dans toute la contrée, le premier personnage ». (Sextus Roscius, pater huiusce, municeps Amerinus fuit, genere et nobilitate etpecunia non modo sui municipi verum etiam eius vicinitatis facile primus).

## Machination et meurtre
Les calendes de juin de l'année 671 (81 av. J.-C.) avaient été fixées par Sylla, qui venait de s'emparer du pouvoir à Rome — au sortir de la guerre civile — comme le terme des proscriptions et des confiscations. Vers le milieu de septembre de la même année, Sextus Roscius, un riche propriétaire terrien, citoyen d'Ameria, est retrouvé assassiné, de nuit, dans le quartier de Subure, l'un des bas-fonds les plus sordides de Rome et l'un des plus célèbres de toute l'Antiquité.
Le suspect de ce crime est Sextus Roscius, fils de la victime dont il porte le même nom, un jeune homme dénué d'instruction, vivant dans les champs, étranger aux affaires, inconnu à Rome, qui est accusé. Si Roscius fils est reconnu coupable de parricide, crime particulièrement grave dans le droit pénal romain, il risque une mort atroce. Le condamné était fouetté puis on l'enfermait dans un sac avec un chien affamé, un singe, un coq et un serpent. Enfin, le sac était jeté dans le Tibre.
Roscius était un homme très riche, dont les terres suscitaient de fortes convoitises. Sa fortune se montait à six millions de sesterces. Admis dans l'intimité de plusieurs familles illustres, comme les Caecilii Metelli, les Scipions ou les Servilii, il s'était constamment montré favorable à la cause des nobles et avait toujours soutenu le parti de Sylla.
En fait, Sextus Roscius fils a été victime d'une machination tramée dans l'ombre par son cousin Capiton, qui travaillait comme contremaître pour son oncle. Celui-ci fit donc assassiner, par son complice Magnus, son oncle et patron Sextus Roscius senior alors que ce dernier, sortant d'un banquet ivre et insouciant, rentrait chez lui. Avec d'autres, ledit Magnus, qui habitait non loin du lieu de l'embuscade, « découvrit » le corps sans vie du riche propriétaire foncier. Il fit aussitôt prévenir son commanditaire Capiton en lui faisant parvenir l'épée du meurtre.
Les deux scélérats se hâtèrent d'en instruire Chrysogonus, affranchi et favori de Sylla. Ils avaient conçu le projet de s'emparer de la fortune de leur parent. Ils proposèrent à cet affranchi, dont le pouvoir était immense, de s'associer à ce projet. Il fallait obtenir du dictateur que le nom de Roscius fût placé sur les tables de proscription, et que ses biens fussent confisqués et vendus. Chrysogonus l'obtint d'autant plus facilement qu'il était chargé d'établir ces listes. Ainsi les biens du « proscrit » tombèrent-ils dans l'escarcelle de l'État : les treize fermes de Sextus Roscius senior furent mises aux enchères. Un acquéreur qui en proposait six millions de sesterces fut réduit au silence par la menaçante présence d'hommes de main, et les fermes furent adjugées à Chrysogonus pour seulement deux mille sesterces.
Chrysogonus conserva pour lui dix de ces fermes, dont il confia la gestion à Magnus, et il fit cadeaux des trois autres à Capiton.

## Procès exemplaire
Le procès se déroule en pleine séance ouverte sur le Forum, et amène un large public attiré par les relents de scandale qui pèsent sur cette affaire ténébreuse. 
L'accusation est portée par le réputé procureur Erucius, choisi par Chrysogonus, un Grec affranchi, ancien esclave et bras droit de Sylla, pour mener cette bataille, qui a déjà gagné de nombreux procès. Erucius essaie de prouver devant les juges assemblés que Sextus Roscius fils aurait tué son père pour se venger d'avoir été déshérité.
La défense du jeune Sextus Roscius est assurée par un avocat de vingt-sept ans, encore inconnu — qui a plaidé l'année précédente pour Quintius (Pro Quinctio), sous le consulat de Lucius Cornelius Sulla et Quintus Caecilius Metellus Pius — dont le nom deviendra célèbre en littérature et dans l'histoire : Cicéron (Marcus Tullius Cicero).
Erucius produit des témoins qui tentent d’accréditer l’idée que Sextus désirait se venger d’un père qui ne l’aimait pas. Cicéron se place dans une position plus morale puisqu’il n’hésite pas à prouver que cette affaire est en lien avec la politique et le régime de terreur instauré par Sylla et ses proscriptions.
Cicéron, choisi par la puissante famille Caecilii Metelli — dont l'accusé Sextus fils est le client — pose au cours de sa plaidoirie sa fameuse question, lancinante dans ce procès, et qui fera date dans les annales judiciaires : « Cui bono ? » (« À qui profite le crime ? »). « A Sextus junior, subitement dépossédé de tout ? Ou à ces « témoins » Magnus et Capiton, subitement enrichis depuis la mort du père Roscius ? » Cicéron prouve que son client n'a pu avoir la volonté ni les moyens d'exécuter le crime exécrable dont on l'accuse, et ne doutant de rien, le jeune et ambitieux avocat ose - malgré les pressions - nommer le Grec corrompu, l'affranchi Chrysogonus, qui n'est même pas Romain. 
L'orateur attaque l'illégalité de la vente des biens de Sextus Roscius père, fondée sur ce que cette vente a eu lieu quatre mois après l'expiration de la loi. Il va même jusqu'à soupçonner qu'elle n'a pas eu lieu. Il exhale son indignation contre le luxe et l'insolence de cet affranchi : « Quoi ! même ici Chrysogonus se croit quelque pouvoir ? ici même il veut être dominateur ? Ô sort funeste et déplorable ! Je n'appréhende pas qu'il réussisse ; mais il a tenté, il s'est flatté d'obtenir de vous la condamnation d'un homme innocent : voilà ce qui excite mes plaintes ; voilà ce que je ne puis voir sans frémir d'indignation ».
Cette cause fut plaidée l'an de Rome 673 (79 av. J.-C.). La plaidoirie de Cicéron emporte la conviction du jury qui acquitte Sextus fils, faute de preuves. Pour autant, celui-ci ne récupère jamais les biens confisqués. Est-il coupable ou innocent ? Du procès, nous ne connaissons que la version de Cicéron. 
Après le procès on n'entend plus parler de Chrysogonus, tombé dans les oubliettes de l'Histoire. Le procureur Erucius échappe à la marque infamante des calomniateurs et poursuit une brillante carrière d'avocat. Quant à Cicéron, il surpassera ses maîtres du barreau et deviendra une gloire de la littérature latine.

## Dans la culture
L'histoire de ce meurtre a fait l'objet :
- d'un livre — directement inspiré du discours de Cicéron — de l'écrivain américain Steven Saylor « Du sang sur Rome », publié en 1991. Ce roman fait partie de la collection Roma Sub Rosa. Cette collection raconte l'histoire du limier de Rome Gordien (personnage fictif). Dans le premier tome, Gordien se plonge dans les mystères de Rome en faisant une enquête sur le parricide de Sextus Roscius, le tout basé sur le texte de Cicéron avec qui Gordien collabora tout au long du roman.
- d'un film de télévision de docu-fiction réalisé en Angleterre en 2005, coproduit par la BBC et Discovery Channel : L'Affaire Sextus, 81 avant J.C. de Dave Stewart.